# 医学と医療の年表
医学と医療の年表（いがくといりょうのねんぴょう）では、医学と医療技術の年表を取り扱う。

## 15世紀以前

### 紀元前
- 紀元前2600年頃
  - イムホテプが、エジプト第3王朝下に200種の病気の診断と治療に関する教科書を著した。
- 紀元前1500年頃 - 古代ギリシアのエーゲ海諸島のテーラ (Thera) でサフランが（通風）薬として使われた。
- 紀元前8世紀-6世紀 - 古代中国で『山海経』が編纂され、薬効を持つ草木・鉱物について記載された。
- 紀元前500年頃 - ススルタ（Sushruta, 古代インド）がススルタ大医典 (Sushruta Samhita) を著し、120以上の外科用器具、300もの外科手術法および8種類の手術区分について著述している。また、鼻ソギの刑に対して整形外科手術を施した。
- 紀元前420頃 - ヒポクラテスが、病気には自然に由来する原因があると主張し科学的医療の先鞭を付けた。またヒポクラテスの誓いを提唱した。
- 紀元前4世紀 - 古代中国の扁鵲が脈学を創始した。黄帝内経を元に、鍼灸の診断法と治療法について著された『難経』を著した秦越人は、おそらく扁鵲であるとされている。（伝説）
- 紀元前280年頃 - ヘロフィロスが神経系統を研究し、知覚神経と運動神経とを識別した。
- 紀元前250年頃 - エラシストラトス（Erasistratus、古代ギリシア）が脳を研究して、大脳と小脳とを識別した。
- 紀元前200年頃
  - 古代中国・戦国時代から前漢時代に『黄帝内経』が編纂され、『素問』（人体の生理や病理など）、『霊枢』（鍼灸などの医療技術）に関して記載された。
  - 漢代に医書（『帛書』など）が多数存在し、それらが馬王堆第3漢墓や張家山漢墓2基の副葬品として出土した。

### 紀元後
- 50-70年頃 - ペダニウス・ディオスコリデス  が古希: Περὶ ὕλης ἰατρικής（羅: De Materia Medica libriquinque 『マテリア・メディカ』、『薬物誌』、『ギリシア本草』とも訳される）を著した。この著作はこの後1600年にもわたって利用され、近代薬学の先達となった。
- 180年 - ガレノス  が麻痺と脊髄切断の関係を研究した。
- 1世紀頃 - 前漢後期から後漢前期あたりに秦越人が黄帝内経を元に、鍼灸の診断法と治療法について著された『難経』を著した。扁鵲が書いたとされているが、おそらくは扁鵲学派と呼ばれる集団によって編纂されたのではないかとされている。
- 2世紀前半 - 後漢の華佗が、麻沸散を用いた全身麻酔で開腹術を行った。
- 3世紀前半 - 後漢の張仲景が『傷寒雑病論[1]』（後の『傷寒論』と『金匱要略』）で急性の熱病の治療法を著した。
- 3世紀後半
  - 魏の王叔和（おう しゅくか、210年 - 285年）が『傷寒論』を編纂し、『脈経』を著した。
  - 西晋の皇甫謐（こう ほひつ、215年 - 282年）が『帝王世紀』、『黄帝三部鍼灸甲乙経』 を著した。
- 4世紀 - 東晋の葛洪が医書『肘後備急方』を著した。
- 6世紀前半 - 梁の陶弘景が『神農本草経集注』を編纂した。
- 7世紀 - 隋で医書『千金要方』が編纂された。
- 610年 - 隋の巣元方（そう げんぽう）が『諸病源候論』を著した。
- 8世紀 - 唐の官吏・王濤が漢方処方を『外台秘要方』として編纂した。
- 9世紀 - アル＝ルハーウィーが『医師の倫理規約』を著した。
- 10世紀 - ライイのアブー＝バクル・ザカリーヤ・ラーズィー (アル・ラーズィー) が臨床治療に基づいた一連の研究によりガレノスなどの見解を修正。没後に覚書が『医学集成』として編纂される。
- 11世紀 - 宋が国家事業として『傷寒論』、『金匱要略』、『金匱玉凾経』、『黄帝内経素問・霊枢』など、医書を校訂改編した（宋改）。
- 1000年頃 - アンダルシアのアブー・アル＝カースィム・アッ＝ザフラウィー (Abulcasis: Abu al-Qasim) が『解剖の書』(Kitāb al-Taṣrīf: Al-Tasrif) を著し、外科技術や各種治療法、臨床学、自ら設計した医療機器などについて論じた。
- 1010年頃 - イブン・スィーナー（アヴィセンナ：Avicenna）が、『治癒の書』(Kitāb al-Shifā': The Book of Healing) と『医学典範』(Qānūn fi al-Ṭibb: The Canon of Medicine) を著した。
- 1170年頃 - イブン・ルシュド（アウェロエス：Averroes）が、『医学大全』（Kulliyat, ラテン語名：Colliget）を著した。
- 1242年 - イブン・アン＝ナフィース (Ibn an-Nafis) が、心臓に左右の心室が存在することと、血流の小循環について著述した。
- 1249年 - ロジャー・ベーコン (Roger Bacon) が遠視を治療するための凸レンズ眼鏡について著述した。
- 14世紀 - グラナダのイブン・アル＝ハティーブが天然痘、コレラ、腺ペストなどの流行病の医療現場での体験から、接触感染による伝染について研究する。
- 1396年 - 明の劉純が医書『玉機微義』を著した。
- 1403年 - ヴェネツィアが、黒死病に対して罹患者隔離を実行した。
- 1451年 - ニコラウス・クザーヌス (Nicholas of Cusa) が、近視を治療するために凹レンズ眼鏡を発明した。
- 15世紀 - 明の熊宗立が『医書大全』を著した。
- 15世紀 - イランのマンスール・ブン・ムハンマド・ブン・アル＝ファキーフ・イルヤースがペルシア語による人体構造、循環器系（肺循環含む）、神経システムについて図示した『人体の解剖の書』を作成。

## 16世紀
年表：16世紀
- 16世紀初頭 - 商人にして医師・錬金術師のパラケルススが、神秘学を退けて、薬として化学物質と鉱物を利用する先鞭をつけた。
- 1515年 - 明の虞天民が『医学正伝』を著した。
- 1543年 - アンドレアス・ヴェサリウスが、De Fabrica Corporis Humaniを出版し、ギリシア医学の誤りを正して医学に改革をもたらした。
- 1546年 - ジローラモ・フラカストロ (Girolamo Fracastoro) が、伝染病は受け渡される種子のような何かに起因すると提唱した。
- 1553年 - ミシェル・セルヴェ (Miguel Serveto) が、肺を経由する血流の小循環について著述した。
- 1559年 - レアルド・コロンボ (Realdo Colombo) が、血流における肺の小循環についての詳細を著述した。
- 1578年 - 明の李時珍（り しちん、1518年 - 1593年）が52巻の『本草綱目[2]』（1590年刊行開始、1596年完結）で1,892種の薬、附方11,916点を編纂した。
- 1587年 - 明の龔延賢（きょう えんけん）が医書 『万病回春』を著した。

## 17世紀
年表：17世紀
- 1603年 - ジローラモ・ファブリチ (Girolamo Fabrici) が、足の静脈を研究して、心臓への一方向へ流れるようにする静脈弁の存在を発見した。
- 1628年 - ウイリアム・ハーベーが、心臓を研究してExercitatio Anatomica de Motu Cordis et Sanguinis in Animalibusを著し、循環器系を解明した。

## 18世紀
年表：18世紀
- 1701年 - ジャコモ・ビラリニ（Giacomo Pylarini, イタリア）が、初の天然痘予防接種を試みた。
- 1747年 - ジェームズ・リンドが、柑橘類が壊血病を防止するということを発見した。
- 1763年 - クラウディウス・アイマンド (Claudius Aymand) が、初の虫垂切除に成功した。
- 1776年 - ジョン・ハンター (John Hunter) が、初の人工授精に成功。
- 1779年 - ラツァロ・スパランツァーニ がカエル、犬、魚などを用い、卵子と精子の接触による生物の人工授精を行う。
- 1796年 - エドワード・ジェンナーが、天然痘予防接種方法（ワクチン）を開発した。
- 1800年 - ハンフリー・デービーが、亜酸化窒素が麻酔作用をもつことを発表した。

## 19世紀
年表：19世紀
- 1804年 - 華岡青洲、世界初の全身麻酔下における乳癌手術。
- 1816年 - ルネ・ラエネク（フランス）が聴診器を発明した。
- 1818年 - ロンドンの産科医ジェームズ・ブランデル (James Blundell) が、致命的な弛緩性出血の産婦に人血輸血を行う。
- 1842年 - クロウフォード・ロング (Crawford Long) が、最初の麻酔を利用した手術を行った。
- 1847年 - イグナーツ・ゼンメルワイスが、産褥熱の感染を研究して防止法を確立した（消毒法の発見）。
- 1849年 - エリザベス・ブラックウェル (Elizabeth Blackwell) が、女性で初の医学の学位を取得した。
- 1865年 - クロード・ベルナールが『実験医学研究序説』出版。
- 1870年 - ルイ・パスツールとロベルト・コッホが、病気の病原菌説を確立した。
- 1873年 - アルマウェル・ハンセン (Armauer Hansen)は患者かららい菌を発見したことを発表したが、彼の業績が認められるには時間がかかった。
- 1881年 - ルイ・パスツールが、炭疽ワクチンを開発した。
- 1875年 - イギリスの、Dr. Sydney Jonesにより、全身麻酔と開腹手術による胃瘻経管造設手術方法が開発された[3]。
- 1882年
  - ルイ・パスツールが、狂犬病ワクチンを開発した。
  - ロベルト・コッホは、結核菌を発見した。
- 1884年 - ジェファーソン医科大学教授のウィリアム・パンコーストがクェーカー教徒で乏精子症の夫の代わりに人工授精を行う。
- 1890年 - 北里柴三郎とエミール・アドルフ・フォン・ベーリングが、抗毒素を発見し、破傷風ならびにジフテリアのワクチンを開発した。
- 1895年 - ヴィルヘルム・レントゲンが、X線を発見。放射線診断、放射線療法の歴史が始まる。
- 1897年 - ドイツのバイエルのフェリックス・ホフマンによりアセチルサリチル酸（アスピリン）が合成された。世界で初めて合成された医薬品であった。

## 20世紀
年表：20世紀
- 1901年 - カール・ランドシュタイナーが、人に異なる血液型が存在することを発見。
- 1906年 - フレデリック・ホプキンズが、ビタミンの存在を示唆し、そしてビタミンの不足が壊血病とくる病を引き起こすことを示唆した。
- 1907年 - パウル・エールリヒが、眠り病に対する化学療法を発見。
- 1908年 - ヴィクター・ホースリー（Victor Horsley, イギリス）とR・クラークが、脳手術の定位固定法を確立した。
- 1910年 - パウル・エールリヒと秦佐八郎がサルバルサンを合成。
- 1917年 - ユリウス・ワーグナー＝ヤウレックが、 麻痺性痴呆のマラリア熱ショック療法を提唱。
- 1921年 - エドワード・メランビー（Edward Mellanby、イギリス）が、ビタミンDを発見し、その欠乏がくる病原因であることを示した。
- 1922年 - バートラム・コリップが糖尿病患者にインスリン投与を行った。
- 1923年 - ジフテリアの最初のワクチンが開発された。
- 1926年 - 百日咳の最初のワクチンが開発された。
- 1927年 - 結核の最初のワクチンが開発された。
- 1927年 - 破傷風の最初のワクチンが開発された。
- 1928年 - アレクサンダー・フレミングがペニシリンを発見。
- 1929年 - ハンス・ベルガーが人の脳波診断（electroencephalography）を確立した。
- 1932年 - ゲルハルト・ドーマクが、連鎖球菌に対する化学療法を発見。
- 1933年 - マンフレート・サケル (Manfred Sakel) が、精神病治療にインスリン・ショック療法を提唱した。
- 1935年
  - ラディスラス・J・メドナ (Ladislas J. Meduna) が、精神病治療にメトラゾール・ショック療法を提唱した。
  - ウェンデル・スタンリーがタバコモザイクウイルスの結晶化に成功した。
  - 黄熱病の最初のワクチンが開発された。
- 1936年 - エガス・モニスが、精神病治療にロボトミー手術を提唱した。
- 1938年 - ウーゴ・チェルレッティとルチオ・ビーニ (Lucio Bini) が、精神病の電気ショック療法を提唱した。
- 1942年 - マスタードガスの誘導体であるナイトロジェンマスタードが、悪性リンパ腫に有効であることが示され、抗癌剤の第1号となった。
- 1943年 - ガイ・ヘンリィ・ファジェットはスルフォン剤のプロミンがハンセン病に有効なことを発表した。その後、スルフォン剤の開発が進んだ。
- 1949年 - ハロルド・リドリー (Harold Ridley) により、眼内レンズの最初の移植が実施された。
- 1951年 - ジョージ・オットー・ゲイにより、ヒト由来の最初の細胞株であるHeLa細胞が培養される。この細胞のドナーであるヘンリエッタ・ラックスが死亡。
- 1952年
  - ジョナス・ソークが、最初の小児麻痺（ポリオ）ワクチンを開発。
  - ペル・イングヴァール・ブローネマルクによって、チタンが骨と結合することが発見される。
  - クロルプロマジンに向精神作用が発見される。精神病院の「閉鎖病棟」を開放する大きな動機づけとなった。
- 1953年 -  アイオワ大学のシャーマン・ブンケにより凍結精子で初の人工授精児誕生。
- 1957年
  - ウィリアム・グレイ・ウォルター (w:William Grey Walter) が、脳波測定法 (toposcope) を開発した。
  - アリック・アイザックス（イギリス）ら、インターフェロンを発見・命名。
- 1962年 - 最初の経口小児麻痺ワクチンが開発された。
- 1964年
  - チャールズ・ドッター、カテーテルを用いた血管内治療を開発する。
  - 麻疹の最初のワクチンが開発された。
  - がんの粒子線治療の試みが始まる。当時は病巣の位置を正確に把握することが困難で、実用化はX線CTが普及してからである。
- 1965年 - フランク・パントリッジ（Frank Pantridge, 北アイルランド）が、最初の携帯用の細動除去器を導入。
- 1967年
  - 流行性耳下腺炎の最初のワクチンが開発された。
  - 世界初の心臓移植がケープタウンで行われる。
- 1968年 - 米国でX線CT装置が開発される。
- 1970年 - 風疹の最初のワクチンが開発された。
- 1972年
  - 抗がん剤シスプラチンの臨床試験が始まる。白金製剤と言われる抗がん剤のはしりだが、強い腎毒性のため承認は1978年までずれこんだ。
  - 屠呦呦らが抗マラリア薬であるアルテミシニンを発見する。
- 1973年 - ポール・ラウターバー、核磁気共鳴画像法の研究を発表。MRIによる画像撮影に成功する。
- 1975年 - アメリカ合衆国でアシロマ会議が開かれ、遺伝子組み換えのガイドラインが議論された。
- 1978年 -  世界初の体外授精児（ルイーズ・ブラウン）誕生。
- 1979年 - アメリカ合衆国のオハイオ州の小児病院で、先天性の脳性麻痺の乳児に対する胃瘻経管造設手術方法として、従来の全身麻酔による開腹手術と比較して、低侵襲・低負荷・短時間で造設可能な、局所麻酔と内視鏡による、PEG: Percutaneous Endoscopic Gastrostomy（内視鏡による経皮的胃瘻経管造設術）が、Dr. Jeffrey Ponsky, Dr. Michael Gaudererにより開発された[4]。
- 1980年 - WHO第33回総会において天然痘撲滅宣言がおこなわれた（最終症例は1977年、ソマリアにおいて）。これが感染症制圧の最初の例となった。
- 1982年 - HIV（ヒト免疫不全ウイルス）の発見。
- 1981年 - B型肝炎ウイルスの最初のワクチンが開発された。
- 1984年 - バリー・マーシャルが自飲実験によりヘリコバクター・ピロリの病原性を証明する。
- 1986年
  - マイケル・ホートンがC型肝炎ウイルスを発見する。
  - レジオネラの発見。
  - 渡辺英寿がニューロナビゲータを開発する。コンピュータ支援外科の草分け。
- 1990年 - アメリカ合衆国で、世界初の遺伝子治療。アデノシンデアミナーゼ欠損症による重度免疫不全患者に対する治療が行われた。
- 1996年
  - 国際エイズ学会にて逆転写酵素阻害剤とプロテアーゼ阻害剤を併用することによって、劇的に治療効果が上がったことが発表され、HAART療法の有効性が認められる。
  - ロスリン研究所でイアン・ウィルムットらにより、体細胞クローンの子羊ドリー誕生。
- 1998年
  - ウィスコンシン大学のジェームズ・トムソン（英語版）らにより、ヒトES細胞株の樹立に成功。
  - 細胞のカプセル化技術の臨床応用が始まる。
  - この頃、イマチニブ、リツキシマブ、ゲフィチニブなど、がんの分子標的治療薬の臨床試験が相次いで始まる。分子標的治療薬は悪性腫瘍の化学療法に革命的変化をもたらした。
- 2000年 - 手術ロボットの実用化。ダヴィンチ外科手術システムが米FDAに承認される。

## 21世紀
年表：21世紀
- 2001年
  - 分子標的治療薬イマチニブがアメリカ合衆国で承認される。それまでは抗がん剤で38%、インターフェロンで53%、骨髄移植で63%だった慢性骨髄性白血病の5年生存率がイマチニブにより93%にあがった[5]。
  - カプセル内視鏡が米FDAから認可される。
- 2003年
  - ヒトゲノムプロジェクトの完成版が公開される。
  - 富山大学の中村真人が、世界で初めてインクジェット技術による生きた細胞での3次元構造の作製に成功した。
- 2005年 - 筋電義手の実用化｡アメリカ合衆国のジェシー・サリバンが世界で初めて意思で動く義手を装着した人間となった。
- 2007年 - 京都大学の山中伸弥らのグループが、ヒトの皮膚細胞に遺伝子を組み込むことにより人工多能性幹細胞（iPS細胞）を生成する技術を発表。また同日、ウィスコンシン大学のジェームズ・トムソンもほぼ同等の方法でiPS細胞を生成する論文を発表した。
- 2011年 - イピリムマブ（商品名ヤーボイ）がアメリカ合衆国、ヨーロッパで承認される（日本では2015年）。世界初のヒトCTLA-4モノクローナル抗体医薬品であり、免疫力を高めることにより悪性腫瘍を攻撃する新しいタイプの抗がん剤。
- 2014年
  - ニボルマブ(商品名オプジーボ)がアメリカ合衆国、日本で承認される（ヨーロッパでは翌年）。世界初のヒトPD-1モノクローナル抗体医薬品。
  - 理化学研究所と先端医療センター病院は、滲出型加齢黄斑変性患者に、iPS細胞から作った網膜の細胞を移植した。世界初のiPS細胞の臨床適用例。
- 2015年 - タリモジェンラヘルパレプベック（イムリジック）がアメリカ合衆国で承認される。初の腫瘍溶解性ウイルスを使ったがん治療薬。
- 2017年 - CAR-T細胞療法（商品名キムリア）が急性リンパ性白血病の治療にアメリカ合衆国で承認される。米国では初の遺伝子治療製品。
- 2018年
  - 南方科技大学の賀建奎がヒト受精卵にHIVに感染しにくい遺伝子編集を施し、双子が誕生。賀の行為は生命倫理に反する行為として世界的な反発を招いた。
  - 札幌医科大の本望修教授らとニプロが開発した、脊髄損傷の治療に用いる自己骨髄間葉系幹細胞を使う細胞製剤「ステミラック注」の製造販売が、厚生労働省に条件及び期限付き承認された。
- 2020年
  - ホウ素中性子捕捉療法（BNCT）の実用化。日本で加速器を用いたBNCTが頭頸部がんの一部に限り保険適用された[6]。
  - RNAワクチンの実用化。米国モデルナ社のmRNA-1273と、ビオンテック/ファイザーのトジナメランがCOVID-19ワクチンとして緊急承認される。